# Ketikoti

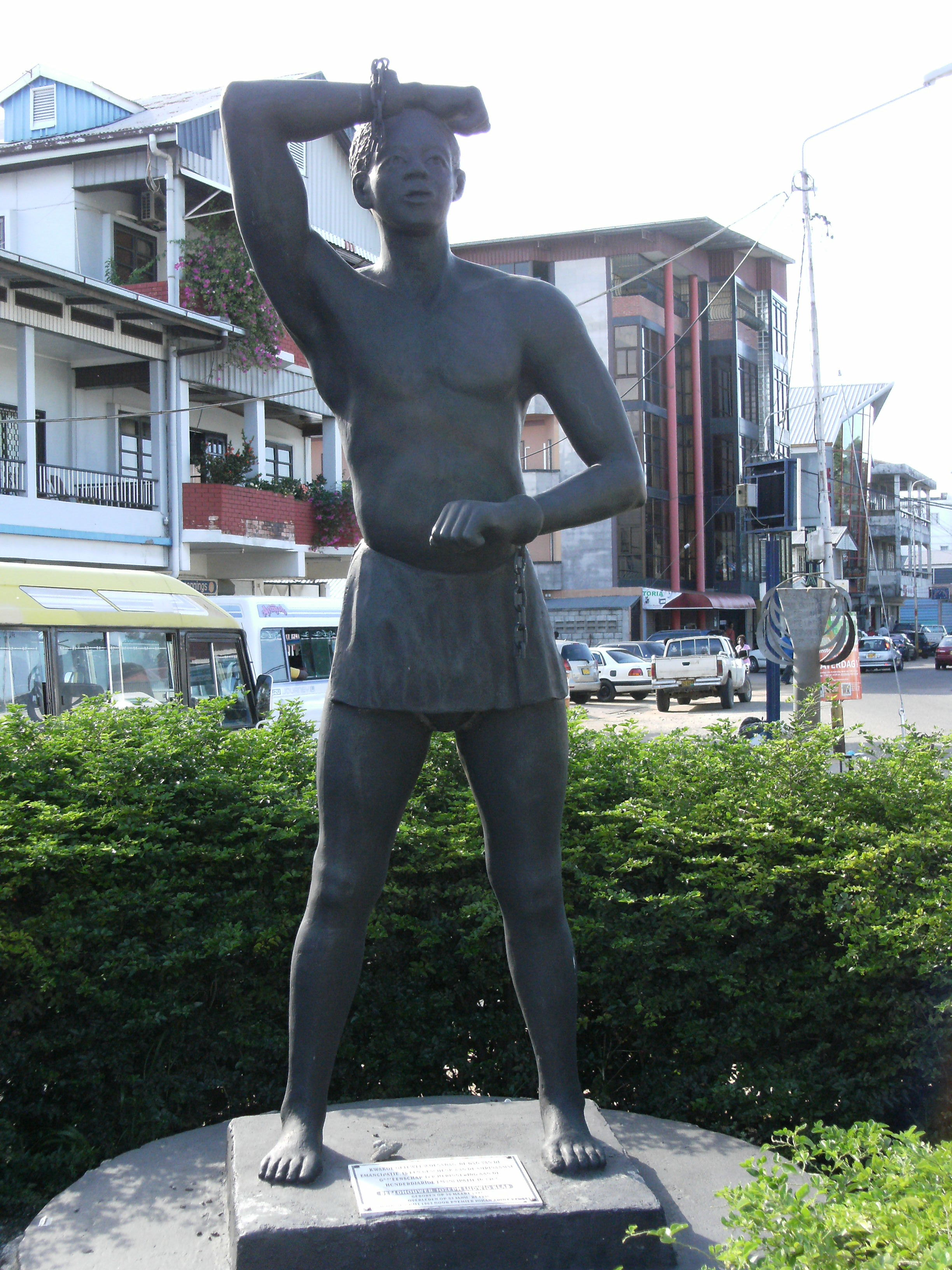
Estátua Kwakoe em Paramaribo

Ketikoti pronunciado [ˈkɪti ˈkɔti] (também grafado Keti Koti) é o dia festivo celebrado em 1 de julho no Suriname para comemorar a abolição da escravidão neste país. O nome significa "correntes quebradas" em sranan.

## Origem
Em 1 de julho de 1863, os Países Baixos aboliram a escravidão no Suriname e nas Antilhas Neerlandesas. No entanto, os escravos no Suriname não estavam completamente livres até 1873, após um período de transição obrigatório de dez anos durante o qual eles foram forçados a trabalhar nas plantações do país por um pagamento mínimo e sem que o Estado sancionasse a tortura. Os donos receberam 200 ou 300 florins de recompensa por cada escravo do Estado Holandês. A partir de 1873, numerosos ex-escravos deixaram as plantações, e se mudaram para a cidade de Paramaribo.

## Keti Koti no Suriname

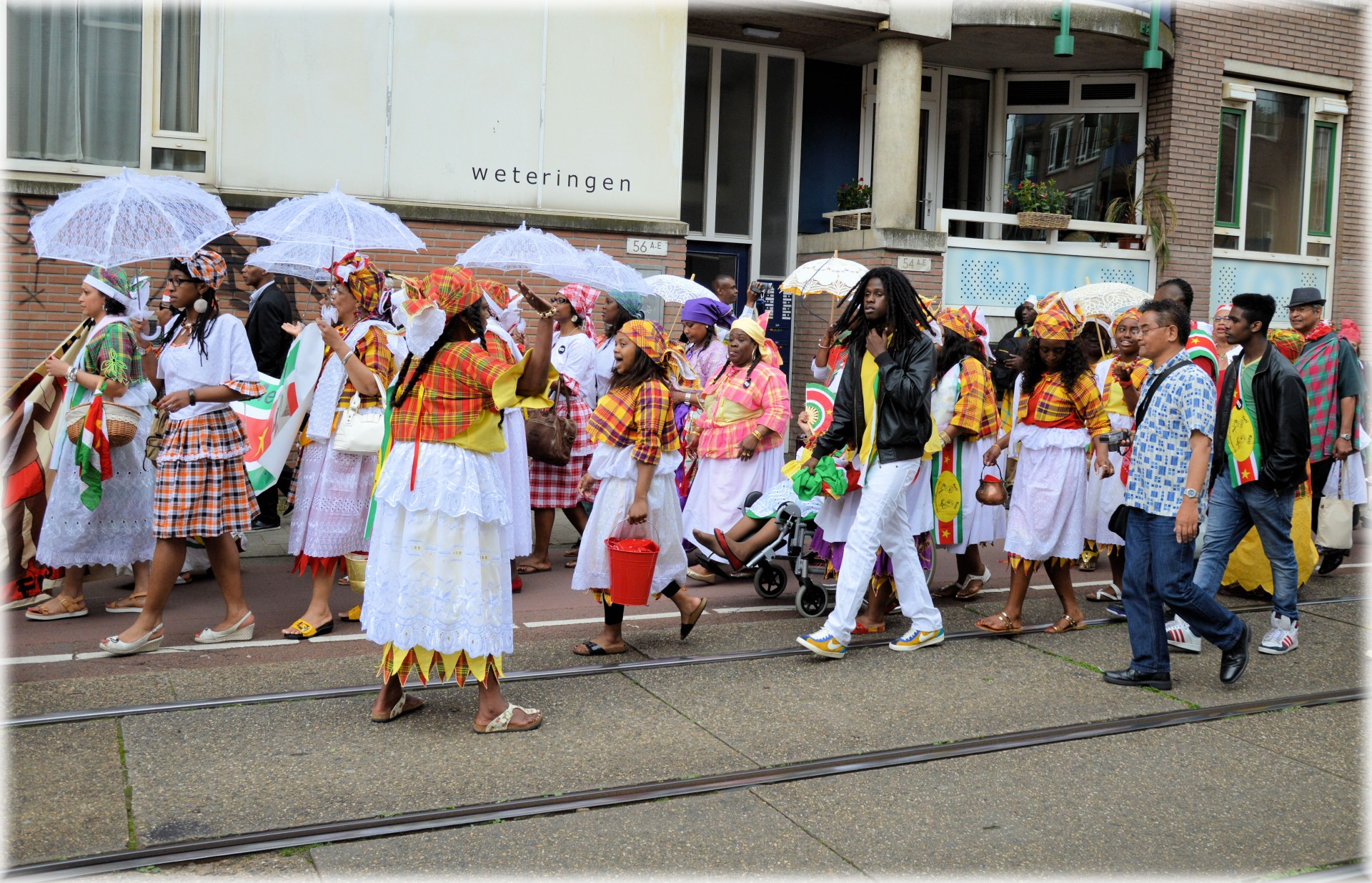
Desfile do Bigi Spikri com guarda chuvas brancos.

No Suriname, este feriado é oficialmente chamado de Dag der Vrijheden (= Dia da Liberdade), mas o festival também é conhecido como Kettingsnijden, ou correntes cortadas.
Um ponto alto das festividades é o Bigi Spikri ("Grande Espelho"), um desfile com roupas coloridas e muitas vezes tradicionais, em que as mulheres geralmente carregam pequenos guarda chuvas brancos.

### Estátua
Por ocasião do centenário da abolição da escravatura, em 1963, foi inaugurada uma estátua em Paramaribo, capital do Suriname. Representa a captura de um escravo fugitivo e simboliza a busca pela liberdade. A estátua chama-se Kwakoe.

## Keti Koti nos Países Baixos

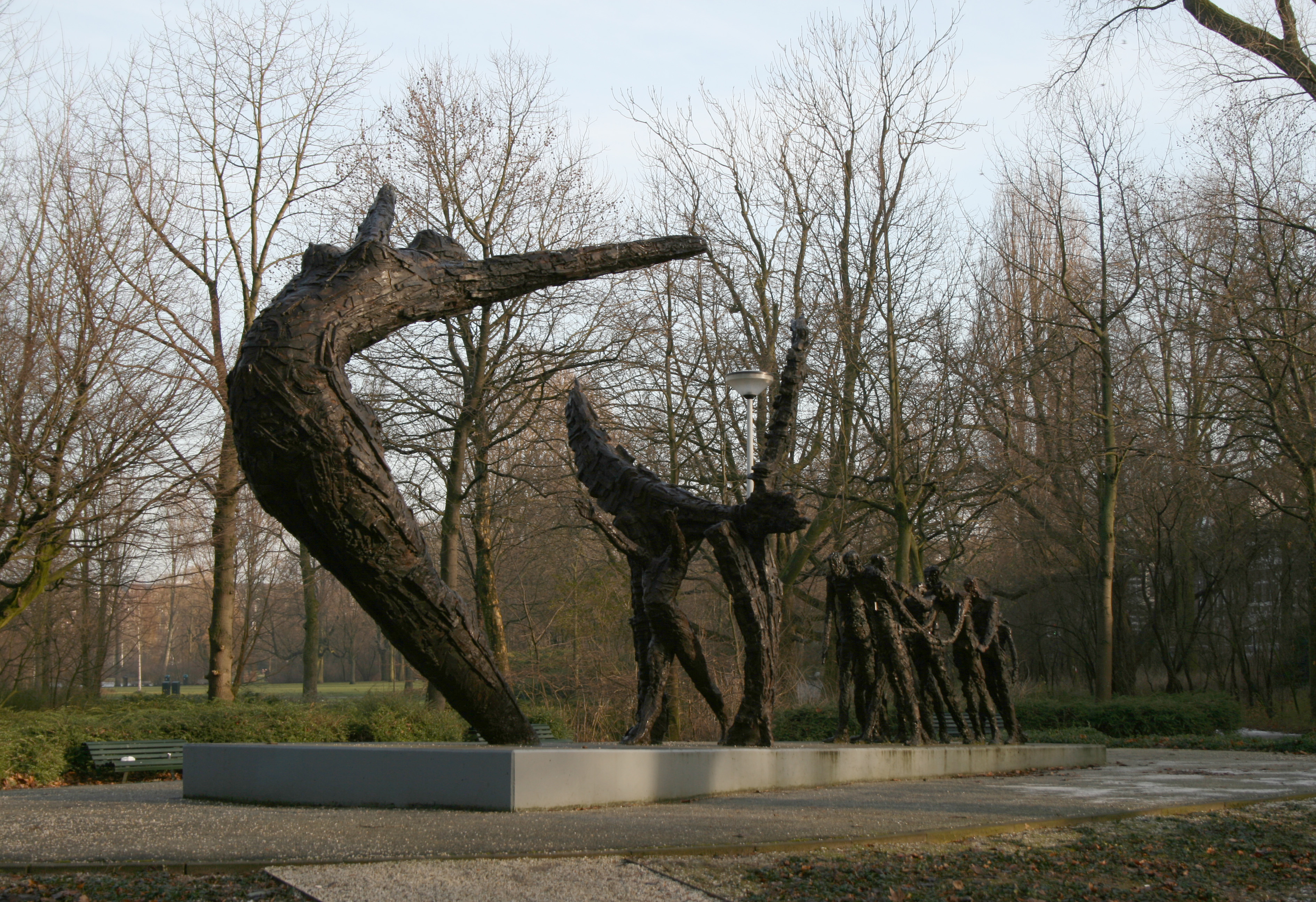
Monumento Nacional do Passado Escravocrata no Oosterpark em Amsterdã

Desde 2009, uma comemoração (nacional) e celebração da abolição da escravidão foi organizada no Oosterpark em Amsterdã. Desde 1º de julho de 2002, este parque abriga o Monumento Nacional do Passado Escravocrata. Em 2013, Roterdã também ganhou um Monumento à Escravidão. Está localizado no Lloydkwartier, nas margens do Nieuwe Maas, no local onde muitos comerciantes de escravos partiram para a África de navio. Desde então, várias cidades seguiram o exemplo.
O Instituto Nacional Holandês da História e Legado da Escravidão (NiNsee) organiza anualmente um programa Ketikoti em junho, incluindo a Palestra Keti Koti.
Em 1 de julho de 2021, a prefeita de Amsterdã Femke Halsema emitiu um pedido oficial de desculpas "pelo importante papel que esta cidade e seus administradores desempenharam no tráfico de seres humanos". No mesmo dia, o Advisory Board Dialogue Group Slavery Past entregou o relatório Shackles of the Past á Ministra dos Assuntos Internos e do Reino Kajsa Ollongren. No relatório o governo é convocado a estabelecer o dia 1º de julho como um novo feriado nacional.
Durante o Keti Koti, o herheri (também conhecido como heriheri ou heri heri) é frequentemente comido, um prato surinamês de frutas da terra, como mandioca e batata-doce com ovo, banana e bacalhau. O prato vem da tradição de preparação de alimentos dos afro-surinameses, que se originou durante a escravidão. Desde 2020, o grátis heriheri é distribuído anualmente no Ketikoti em vários lugares na Holanda pela Free Heri Heri.
No dia primeiro de julho de 2023, o Rei Willem-Alexander fez um discurso durante o Keti Koti em Amsterdã, dia que marcou os 150 anos da abolição da escravidão, no qual pediu desculpas pelo papel que os Países Baixos desempenharam na escravidão no passado. Ele também pediu perdão, porque seus ancestrais não intervieram contra o sistema na época.